# Fresno el Viejo
Fresno el Viejo ist eine nordspanische Stadt und eine Gemeinde (municipio) mit 836 Einwohnern (Stand: 2024) in der Provinz Valladolid in der autonomen Region Kastilien-León. 

## Lage
Fresno el Viejo liegt in der kastilischen Hochebene in einer Höhe von etwa 760 m. Die Provinzhauptstadt Valladolid befindet sich gut 27 km (Fahrtstrecke) nordnordöstlich. Das Klima im Winter ist durchaus kalt, im Sommer dagegen warm bis heiß; die spärlichen Regenfälle (ca. 444 mm/Jahr) fallen verteilt übers ganze Jahr.

## Bevölkerungsentwicklung
| Jahr      | 1970 | 1981 | 1991 | 2001 | 2011 | 2021 |
| Einwohner | 1847 | 1594 | 1378 | 1219 | 1011 | 848  |

Der deutliche Bevölkerungsanstieg im 20. Jahrhundert ist im Wesentlichen auf die Zuwanderung aus den ländlichen Gebieten in der Umgebung zurückzuführen (Landflucht).

## Sehenswürdigkeiten

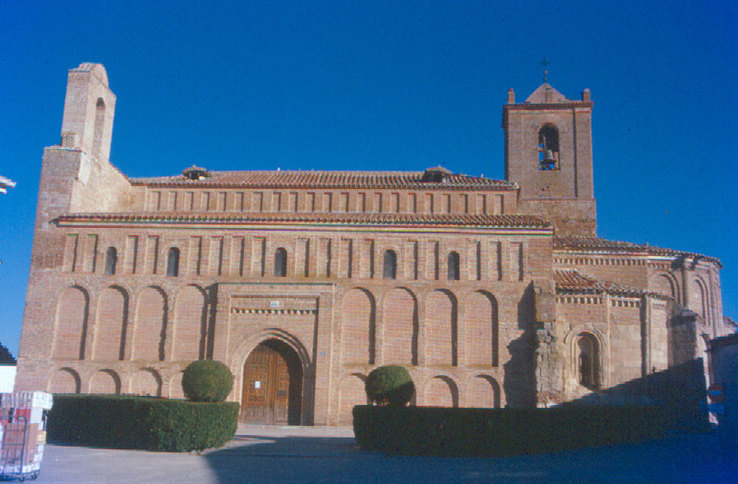
Johannes-der-Täufer-Kirche
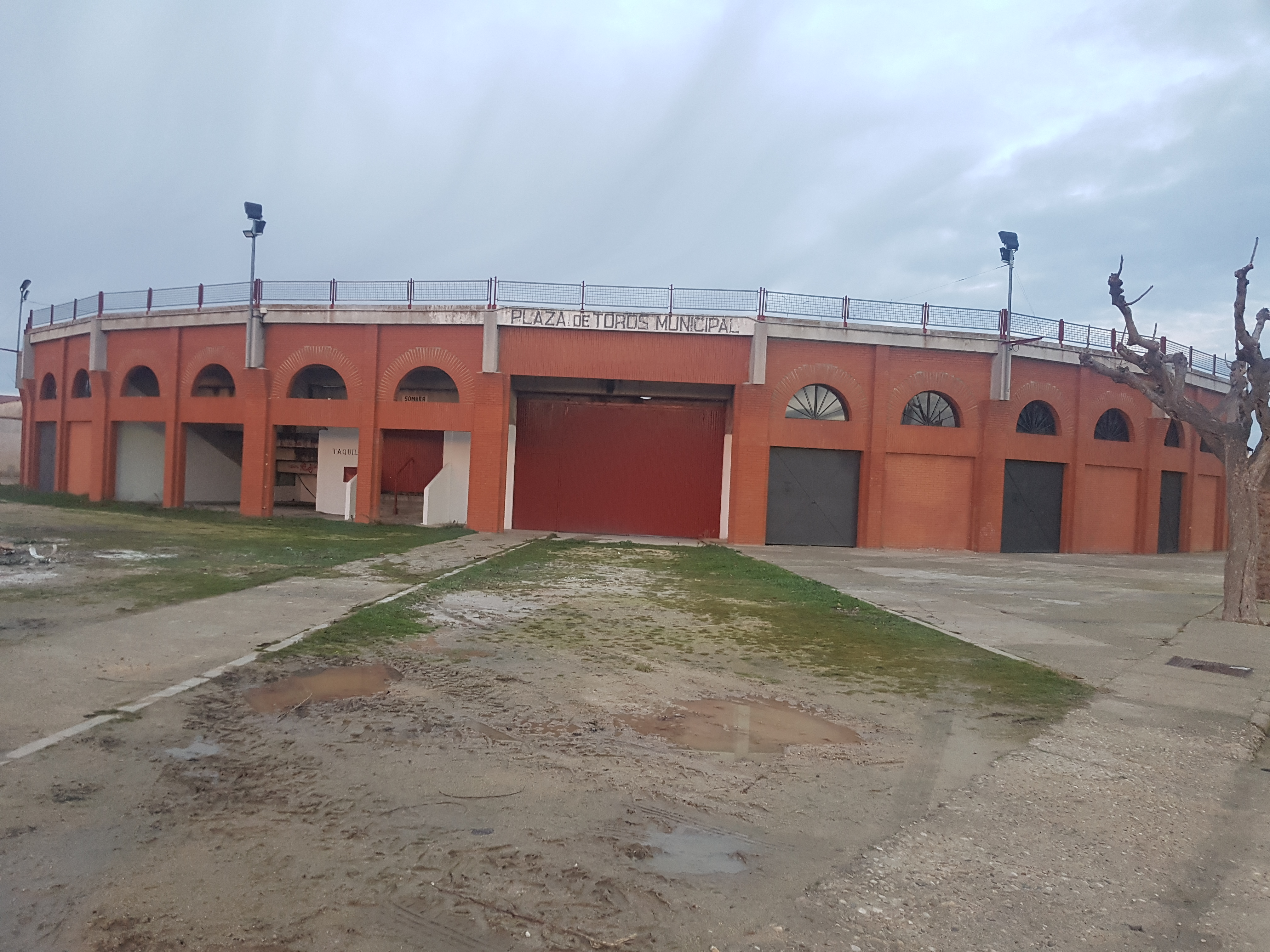
Stierkampfarena

- Johannes-der-Täufer-Kirche
- Stierkampfarena